# Сакаджа, Бартека
Бартека Сэм Сакаджа (род. в Уганде) — кандидат юридических наук, Чрезвычайный и Полномочный Посол Уганды в Российской Федерации, Украине, и других странах СНГ.

## Биография
Бартека Сэм Сакаджа родился в Уганде. Для получения высшего образования приехал в Советский Союз и поступил в Российский университет дружбы народов им. Патриса Лумумбы. В 1977 году он завершил свое обучение и стал выпускником Российского университета дружбы народов им. Патриса Лумумбы. Со временем занял пост посла Уганды в Российской Федерации.
По состоянию на 2005 год занимает должность Временного Поверенного в делах Уганды в России.
2 сентября 2008 года Бартека Сакаджа принимал участие в официальной встрече, которая проходила между вице-премьером Торгово-промышленной палаты России и делегации Уганды во главе с Альфредом Ннамом, который занимает пост директора Департамента Европы МИД африканской республики.
Бартека Сэм Сакаджа был включен в состав Международного комитета, которому была поручена подготовка к проведению и организации празднования пятидесятилетия с момента основания Российского университета дружбы народов согласно Приказу ректора № 226 от 31 марта 2009 года.
Генеральный директор СП Единство.
Бартека Сэм Сакаджа принимал участие в торжественных мероприятиях, которые проводились на центральной городской площади Воскресенска и были посвящены 73-летнему юбилею города и Дню России.